# 馬喇
馬喇（1673年—1735年），滿洲鑲白旗人，一说满洲正黄旗人，富察氏，尚书贝和诺之子。清朝官员、清朝工部尚書，首任驻藏大臣。
馬喇初袭职管佐领兼护军参领，雍正初年，由参领擢升为正红旗满洲副都统。雍正五年（1727年）奉旨以正红旗满洲副都统衔偕侍读学士僧格入藏，共同总理西藏事务。六月，首席噶布伦贝勒康济鼐为贝子阿尔布巴等谋害，康济鼐部属台吉颇罗鼐起兵后藏。雍正六年（1728年），军入拉萨，馬喇闻讯到布达拉宫护卫第七世达赖喇嘛，阿尔布巴为颇罗鼐军擒获，出面受俘并审讯其谋杀康济鼐的情况，推荐颇罗鼐总管藏事，奉诏留大臣正副二名，领兵二千镇抚前后藏。护送达赖喇嘛迁居里塘，馬喇驻里塘守护。擢升为正黃旗護軍統領。雍正九年（1731年）十二月辛卯，受代返京，接替夸岱，擔任清朝工部尚書，署正红旗都统，以不谙部务解任。由武格接任。雍正十一年（1733年）奉命再次入藏，以副都统衔往西藏办事，同颇罗鼐辑安藏地，办理川、滇官军撤留事宜。卒于拉萨。